# Micronologie
Micronologie est un groupe de hip-hop français, originaire de Rennes, en Ille-et-Vilaine. Formé en 2005, il se compose des MC's K.Oni, Safirius, Casta et de DJ Sambal. Leur style mélange rhythm and blues, soul, funk et jazz avec pour dénominateur commun une certaine science du groove. Le cinquième membre de la formation est Permone, membre du collectif Drum Brothers, beatmaker du groupe. Micronologie remporte le Tremplin des Jeunes Charrues en 2008,.

## Biographie
Micronologie est formé en 2005 à Rennes, en Ille-et-Vilaine. Leur nom est une contraction des mots « microphone » et « chronologie ». Héritiers du courant « Native Tongue » au sein du hip-hop américain (A Tribe Called Quest, Jungle Brothers, De la Soul), ils se sont également nourris du meilleur de la scène française de la fin des années 1990 comme Sages poètes de la rue, Saïan Supa Crew et Scred Connexion. 
Après un premier album, Éponyme, publié localement en 2005, et un maxi six titres en novembre 2007, les quatre membres de Micronologie se font repérer en participant aux Transmusicales de Rennes en 2007, mais surtout en remportant le tremplin Les Jeunes Charrues du Festival des Vieilles Charrues en 2008. Il s’ensuit l’enregistrement d’un nouvel opus, Art Rythme éthique, qui est paru le 17 avril 2009. Le groupe est sélectionné au printemps de Bourges 2010 en tant que découverte hip-hop. 
Ils sortent en mars 2011 le vinyle 3 titres Tubes à Essais, préfigurant leur nouvel album prévu pour 2013,. Depuis, ils proposent sur Internet des clips originaux, réalisés pour la plupart par Damien Stein.
Le groupe ne donne plus de signe d'activité à partir de 2018. En octobre 2024, le groupe se reforme le temps d'une soirée pour un concert au Liberté.

## Discographie
- 2005 : Éponyme
- 2007 : Eux = M.c's2 (EP, prod. SoulSquare)
- 2009 : Art rythme éthique
- 2011 : Tubes à essais (EP)
- 2014 : Équations verbales